# Коли тобі дванадцять років
«Коли тобі дванадцять років» — радянський телефільм 1979 року, знятий режисером Канимбеком-Кано Касимбековим на кіностудії «Казахфільм».

## Сюжет
Телефільм знято за мотивами повісті Марата Кабанбаєва «Сонце в кульбабах». Про дитячу дружбу, і любов до рідного краю, про те, як діти наслідували героям книг Марка Твена — Тому Сойєру та Гекльберрі Фінну.

## У ролях
- Уран Сарбасов — Заманбек
- Олжас Оразимбетов — Олжас, друг Заманбека
- Лейла Джумалієва — Катеш
- Аубакір Ісмаїлов — дядько Кокай
- Раушан Ауезбаєва — роль другого плану
- Алімгази Райнбеков — батько Катеш
- Ірина Дітц — Ірина Петрівна, асистентка режисера
- Шаймерден Хакімжанов — батько Заманбека
- Раїса Мухамедьярова — Роза-апа, вчителька
- Тамара Косубаєва — мама Олжаса
- Раушан Мукашева — Раушан, сестра Заманбека
- Айтжан Айдарбеков — вчитель малювання
- Куляй Мураталієва — мама Заманбека
- К. Базарбаєв — епізод
- А. Айтжанова — епізод
- Айша Базарбаєва — епізод
- Жекебазар Ісмаїлова — епізод
- А. Джетпісбаєв — епізод
- Т. Басаров — епізод
- М. Ібранов — епізод
- Г. Ібранова — епізод
- К. Оспанов — епізод
- Ж. Валієв — епізод
- Н. Канабаєв — епізод
- Д. Ісхакова — епізод
- Галія Муканова — епізод
- Єржан Нурпеїсов — епізод
- Г. Джумасеїтова — епізод
- А. Курмангалієв — епізод
- К. Джуманбеков — епізод
- А. Кабазієва — епізод
- Кадир Джетпісбаєв — епізод

## Знімальна група
- Режисер — Канимбек-Кано Касимбеков
- Сценаристи — Марат Кабанбаєв, Валентина Саввіна
- Оператори — Аубакір Сулєєв, Болат Сулєєв
- Композитор — Віктор Горянин
- Художник — Віктор Ледньов